# Polydesmus plataleus
Polydesmus plataleus är en mångfotingart som beskrevs av Karsch 1881. Polydesmus plataleus ingår i släktet Polydesmus och familjen plattdubbelfotingar. Inga underarter finns listade i Catalogue of Life.